# Trenton
För andra betydelser, se Trenton (olika betydelser).

Trenton i Mercer County vid Delawarefloden är huvudstad för delstaten New Jersey i USA och har en areal på 21,1 kvadratkilometer. I 2010 års United States Census var antalet invånare 84 913. Staden grundades 1719, döpt efter William Trent d.ä. och inkorporerades 1792.
Trenton ingår i Greater New York City Combined Statistical Area och gränsar i väster till ytterkanten av Philadelphias storstadsområde.

## Historia
Den bosättning som lade grunden för dagens Trenton bildades av kväkare 1679 i Provinsen New Jersey.
Under amerikanska frihetskriget ägde slaget vid Trenton rum 26 december 1776 vilket var George Washingtons kontinentalarmés första seger med 2400 man över Hessen-Kassels garnison på 1 500 soldater. Under några månader 1784 var Trenton USA:s tillfälliga huvudstad.
Staden utsågs till delstaten New Jerseys huvudstad 1790, men blev efter formellt beslut av New Jerseys lagstiftande församling inkorporerarad först 1798.
Antalet invånare var 1990 88 675 invånare (1990) och 85 403 under 2000; alltså en minskning med 3,7 procent. 1990 var Trenton den sjunde största staden i New Jersey, men föll tillbaka till nionde plats år 2000.